# Akustycznie (album Dżemu)
Akustycznie – akustyczny album studyjny nagrany przez zespół Dżem, wydany w sierpniu 1994, nakładem wydawnictwa Ania Box Music.
Nagrań dokonano w studiu „J.M. Audio” Jacka Mastykarza w Krakowie w dniach 17-20 lutego 1994 roku. Realizacja dźwięku – Piotr Brzeziński i Wojciech Siwiecki. Projekt okładki – Jerzy Linder.

## Lista utworów
1. „Jesiony” (Leszek Faliński, Ryszard Riedel – Kazimierz Galaś) – 6:43
2. „Autsajder” (Benedykt Otręba – Mirosław Bochenek) – 6:40
3. „Złoty paw” (Adam Otręba, Andrzej Urny – Ryszard Riedel, Kazimierz Gayer) – 6:31
4. „Mała aleja róż” (Adam Otręba, Ryszard Riedel – Ryszard Riedel) – 7:21
5. „Czerwony jak cegła” (Ryszard Riedel, Jerzy Styczyński – Kazimierz Galaś) – 6:19
6. „Detox” (Benedykt Otręba – Ryszard Riedel) – 14:18
7. „List do M.” (Benedykt Otręba – Dorota Zawiesienko, Ryszard Riedel) – 6:56
8. „Wehikuł czasu” (Adam Otręba – Ryszard Riedel) – 5:50

Wersja kasetowa nie zawiera utworu „Czerwony jak cegła”

## Muzycy
- Paweł Berger – instrumenty klawiszowe
- Adam Otręba – gitara
- Beno Otręba – gitara basowa
- Ryszard Riedel – śpiew, harmonijka ustna
- Jerzy Styczyński – gitara
- Zbigniew Szczerbiński – perkusja, instrumenty perkusyjne

oraz gościnnie
- Adam „Egon” Gromada – saksofon  (1, 3, 4, 6)
- Tomasz Kamiński – skrzypce (1, 2, 7)
- Jolanta Literska – śpiew (2)
- Krzysztof „pARTyzanT” Toczko – akordeon (2)

## Wydawnictwa (Seria „Wyłącz 220V”)
MC Ania Box Music ABM MC 007;  sierpień 1994 – 54:21
CD Ania Box Music ABM CD 010;  sierpień 1994 – 60:40
MC Box Music BSMC-013;  wrzesień 1997
CD Box Music BSCD-012;  wrzesień 1997
CD Box Music / Pomaton EMI 7243 5 22643 2; 16 października 1999
MC Box Music / Pomaton EMI 5 22643 4; 16 października 1999
CD Pomaton EMI 7243 5 93681 2 2; 27 września 2003